# Neoribates parvisetigerum
Neoribates parvisetigerum är en kvalsterart som först beskrevs av Aoki 1965.  Neoribates parvisetigerum ingår i släktet Neoribates och familjen Parakalummidae. Inga underarter finns listade i Catalogue of Life.